# Valladolid (Lempira)
Pour les articles homonymes, voir Valladolid (homonymie).
Valladolid est une municipalité du Honduras, située dans le département de Lempira. La municipalité comprend 12 villages et 44 hameaux. Elle est fondée en 1887.

## Source de la traduction
- (en) Cet article est partiellement ou en totalité issu de l’article de Wikipédia en anglais intitulé « Valladolid, Lempira » (voir la liste des auteurs).